# Меган Орі
Меган Орі (англ. Meghan Ory, 20 серпня 1982, Вікторія) — канадська актриса кіно і телебачення.

## Раннє життя
Меган народилася в Вікторії (Британська Колумбія) в Канаді. Навчалася в середній школі «Роял Оук» і потім в середній школі «Клермонт». У 1996 році вона отримала премію Мистецтв за театральні роботи від Королівського театру, після чого Меган Орі вирішила впритул зайнятися акторською кар'єрою.

## Кар'єра
Її перша професійна роль прийшла в 1999 році від каналу ABC Family, де їй запропонували зіграти Джессі Еверет в телефільмі «У темряві». Потім послідувала роль у серіалі «Ворон: сходи в небо», але лише як запрошеної актриси. І потім в 2000 році вона отримала свою постійну роль в серіалі «Вище землі», де грала разом з актором Гайденом Крістенсенсом. Після появи на MTV в телесеріалі «2gether» (2000), Орі приєдналася до акторського складу канадського телесеріалу «Vampire High» в 2001 році.
Її акторський дебют відбувся в 1999 році в американській картині «Зірка по імені Хейлі Вагнер». У тому ж році на екрани вийшов ще один фільм з її участю: трилер «У темряві», де Меган Орі зіграла роль Джессі Еверетт. У фільмі також взяли участь актори: Сюзанн Сомерс, Тімоті Басфілд і Райан ДеБоер.

## Особисте життя
У 2008 році вона вийшла заміж за Джона Рірдона, з яким вона знімалася в «Учень Мерліна».

## Фільмографія

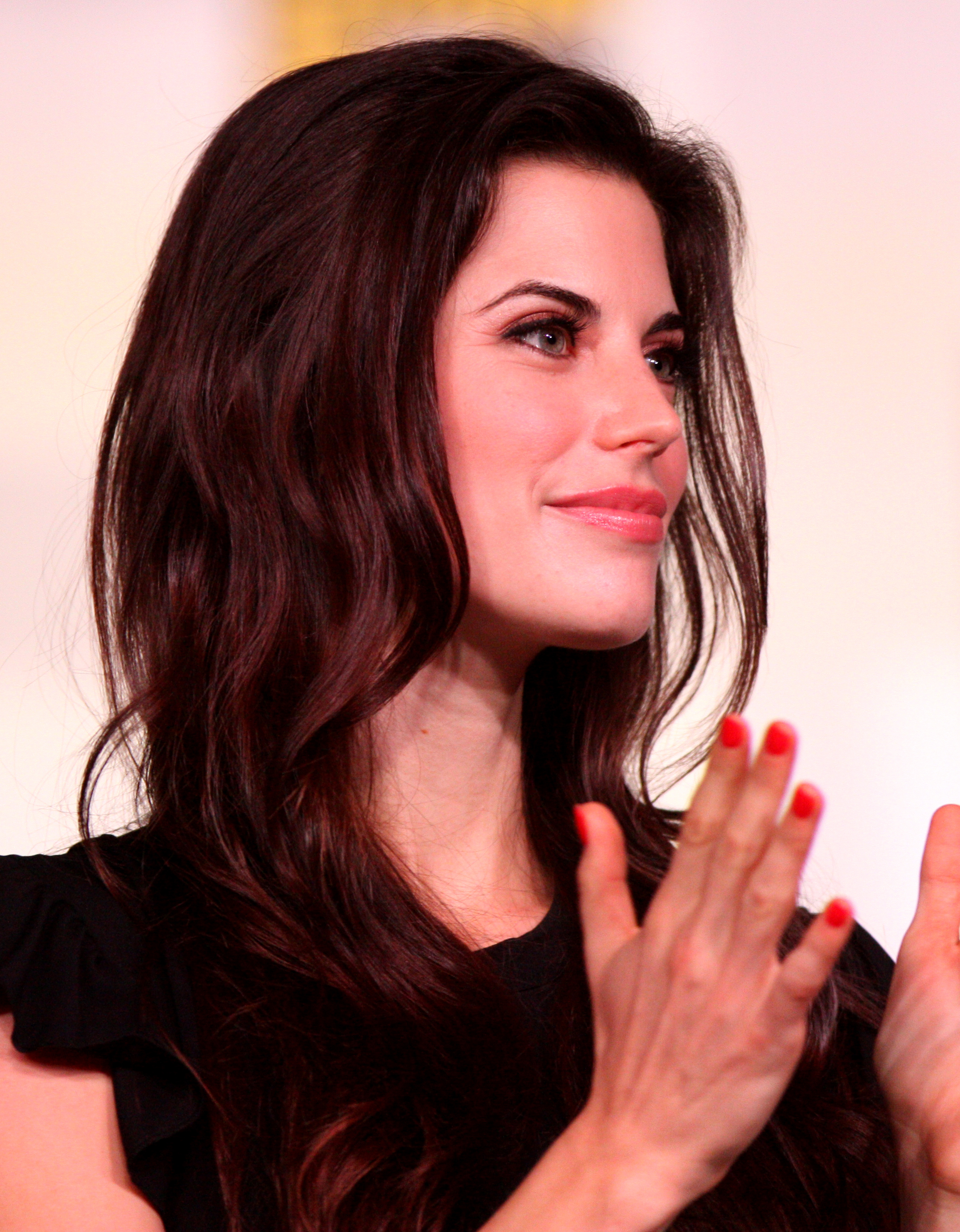
Меган Орі на San Diego Comic-Con International в липні 2012 року

| Рік       |    | Українська назва      | Оригінальна назва        | Роль                         |
| --------- | -- | --------------------- | ------------------------ | ---------------------------- |
| 1995—2002 | с  | За межею можливого    | The Outer Limits         | Даніель Хобсон               |
| 1998—1999 | с  | Ворон: сходи в небо   | Crow: Stairway to Heaven | Еліс Романо                  |
| 2000      | с  | Вище землі            | Higher Ground            | Джульєт Вейборн              |
| 2000—2002 | с  | Темний ангел          | Dark Angel               | Рейчел Бересфорд             |
| 2004      | ф  | Приманки              | Decoys                   | Алекс                        |
| 2004      | с  | Таємниці Смолвіля     | Smallville               | Меган                        |
| 2006      | ф  | Учень Мерліна         | Merlin's Apprentice      | Бріанна                      |
| 2008      | ф  | Блондинка і блондинка | Blonde and Blonder       | Кіт                          |
| 2009      | ф  | Темний дім            | Dark House               | Клер Томпсон                 |
| 2010      | с  | Ясновидець            | Psych                    | Джозі                        |
| 2010—2011 | с  | Перехрестя смерті     | True Justice             | Джульєт                      |
| 2011      | с  | Надприродне           | Supernatural             | Саллі                        |
| 2011—2018 | с  | Якось у казці         | Once Upon a Time         | Червона Шапочка / Рубі Лукас |
| 2014      | с  | Штучний інтелект      | Intelligence             | Райлі Ніл                    |
| 2014      | тф | Книга пам'яті         | The Memory Book          | Хлої                         |
| 2015      | ф  | Повсталі мерці        | Dead Rising              | Крістел О'Рурк               |